# République de Sienne
XIIe siècle- – 1555
Entités précédentes :
- Saint-Empire :
- Marche de Toscane

Entités suivantes :
- Saint-Empire :
-  Duché de Florence
- Monarchie espagnole (1557) :
-  État des Présides

La république de Sienne était un État indépendant de facto centré sur la cité toscane de Sienne. C'est au XIIe siècle que naît la république. C'est durant cette période que meurt Mathilde de Toscane qui marqua la fin de la marche de Toscane et l'essor des cités-États. Cet État a existé pendant 400 ans, jusqu'à son intégration au duché de Florence.

## Histoire
Sienne se retrouve au Xe siècle au centre d'importantes voies commerciales qui mènent à Rome. Grâce à cela, elle prospère et devient, dès la première moitié du XIIe siècle, un important centre commercial en Italie. Elle entretient alors de bons rapports avec l'Église puisque les banquiers siennois sont pour les autorités de Rome un point de référence, vers lesquels ils se tournent pour des prêts ou des financements.
Au XIIe siècle, la ville devient une république urbaine, en se dotant de systèmes communaux de type consulaire, et commence à étendre son territoire et à établir ses premières alliances, ce qui fait d’elle une cité libre et indépendante.
Cette prise d’importance, dans les champs politique et économique, porte Sienne à combattre pour accroitre sa domination en Toscane. Sienne devient ainsi la rivale de Florence, l’autre grande ville de la région, d'autant plus que gibeline, c'est-à-dire partisane de l'empereur, elle s'oppose à la politique guelfe, c'est-à-dire favorable au pape, de sa voisine qu'elle tient longtemps en respect. Elle lui fait ainsi subir une cinglante défaite en 1260, à la bataille de Montaperti, mais, elle est néanmoins battue par sa rivale en 1269 à la bataille de Colle (à Colle di Val d'Elsa) et, en 1270. Charles d'Anjou, allié de Florence, la contraint d'entrer dans la ligue guelfe.
Cela ne l’empêche pas de se développer, sa position sur les routes commerciales vers Rome, ses échanges avec et la solidité de ses banques qui lui permettent un développement économique et culturel sans précédent. La république est administrée par le gouvernement des neuf de 1287 à 1355,, et c’est sous ce nouveau gouvernement que Sienne atteint le plus haut de sa splendeur, tant économique que culturelle. Cependant, près la banqueroute des Buonsignori et d’autres banques siennoises, au début du XIVe siècle, et la peste de 1348, commence la lente décadence de la république de Sienne ; le gouvernement des neufs s’effondre en 1355.
En 1390, pour se défendre des prétentions de Florence, Sienne s’allie avec Jean Galéas Visconti, duc de Milan, qui en devient le Seigneur.
En 1472, par décision des magistrats dirigeant la république de Sienne, un mont-de-piété (Monte di pietà) est créé, pratiquant le prêt sur gage, pour aider les populations défavorisées de la ville. Il s'agit de la plus vieille banque toujours en activité aujourd'hui. Cette création était prévue par une charte rédigée par les Siennois aux environs de 1419, pour réglementer toutes les activités liées à l'agriculture et à l'élevage des moutons en Maremme, charte nommée Statuto dei Paschi, « statut des Paschi ».
En 1487, Pandolfo Petrucci, dont la figure politique est controversée, en dirigeant la ville pragmatiquement, lui fait vivre des moments historiques en rivalisant difficilement avec des voisins aussi puissants sur le plan militaire qu'économique.
Elle passe sous le contrôle des Français par Charles VIII en 1493 et leur reste ensuite fidèle durant les guerres suivantes.
En 1548, profitant du désordre qui règne dans la république de Sienne, des troupes espagnoles l’occupent.
Le 26 juillet 1552, Sienne chasse sa garnison espagnole et demande l'intervention française. C'était pour la France l'occasion d'ouvrir un nouveau front contre l’empereur : cette guerre de Sienne dure trois ans. La ville résiste ensuite, défendue par Blaise de Monluc, aux troupes impériales de Charles Quint, mais elle subit une défaite lors la bataille de Marciano en 1554 et doit finalement capituler, après un siège héroïque, le 17 avril 1555. L'Espagne cède Sienne à Florence mais conserve les présides toscans de Piombino et Orbetello.
Après la chute de Sienne, un groupe d'exilés sous protection française se réfugie dans la forteresse de Montalcino, tandis que le reste du territoire siennois est progressivement conquis par les Médicis et les troupes espagnoles. À Montalcino, les exilés organisent un gouvernement dont l'organe principal est le  concistoro présidé par le capitano del popolo]. Après la paix du Cateau-Cambrésis, le soutien français ayant cessé, les exilés siennois doivent se rendre et confier la forteresse à l'émissaire du roi d'Espagne.
Sienne est intégrée au duché de Florence, offerte par Philippe II d'Espagne à Cosme Ier de Médicis, duc puis grand-duc de Toscane. Elle sera dès lors reléguée au rang d'une simple ville, Florence étant la capitale de la région.

## Chronologie

Frontières de la république de Sienne de 1125 à 1559.

| Gouvernement                      | Période   | Description |
| Consulaire                        | 1125-1199 | Lorsqu'ils étaient dirigés par un évêque, les consuls élus représentaient les nobles, ainsi que le peuple. Avec le déclin du pouvoir épiscopal, le leur s'est accru jusqu'en 1167, date à laquelle le pouvoir épiscopal a été expulsé. Les consuls ont continué à gouverner jusqu'à ce qu'un nouveau gouvernement soit jugé nécessaire. |
| Podestà                           | 1199-1234 | Le Podestà était un exécutif élu par le peuple comme un souverain absolu. |
| Ventiquattro (24)                 | 1234-1270 | Sienne a remplacé son gouvernement du Podestà par celui d'un conseil d'élus. Le nombre de fonctionnaires a fluctué au fil des ans, comme le montre le tableau . |
| Trentasei (36)                    | 1270-1280 | Sienne a remplacé son gouvernement du Podestà par celui d'un conseil d'élus. Le nombre de fonctionnaires a fluctué au fil des ans, comme le montre le tableau . |
| Quindici (15)                     | 1280-1286 | Sienne a remplacé son gouvernement du Podestà par celui d'un conseil d'élus. Le nombre de fonctionnaires a fluctué au fil des ans, comme le montre le tableau . |
| Nove (Gouvernement des neuf)      | 1286-1355 | Sienne a remplacé son gouvernement du Podestà par celui d'un conseil d'élus. Le nombre de fonctionnaires a fluctué au fil des ans, comme le montre le tableau . |
| Dodici (12)                       | 1355-1385 | Sienne a remplacé son gouvernement du Podestà par celui d'un conseil d'élus. Le nombre de fonctionnaires a fluctué au fil des ans, comme le montre le tableau . |
| Quindici (15)                     | 1385      | Sienne a remplacé son gouvernement du Podestà par celui d'un conseil d'élus. Le nombre de fonctionnaires a fluctué au fil des ans, comme le montre le tableau . |
| Priori                            | 1385-1399 | Le conseil des Priori a été créé dans le but de stabiliser le gouvernement et de concurrencer Florence. Il échoua cependant, le nombre de Prieurs fluctuant constamment et Florence poursuivant son agression. |
| Famille Visconti seigneurie       | 1399-1404 | Les Prieurs de Sienne ont donné le commandement de la ville à la maison des Visconti pour la protéger de Florence. |
| Priori                            | 1404-1487 | Après l'expulsion de la Chambre des Visconti, le peuple a mis en place un autre gouvernement Priori, cette fois avec 10 Prieurs. Contrairement à l'ancien gouvernement Priori, celui-ci était stable. |
| Famille Petrucci seigneurie       | 1487-1525 | La maison de Petrucci a acquis une grande influence et est devenue un quasi-gouverneur de la ville-État jusqu'en 1500, date à laquelle Pandolfo Petrucci a pris complètement le contrôle de la ville. La domination de Petrucci fut une période stable et prospère pour Sienne.                                                         |
| Priori                            | 1525-1548 | Un gouvernement Priori a été installé pour tenter de ramener la stabilité à Sienne, ce qui n'a pas abouti. |
| Seigneurie espagnole              | 1548-1552 | Profitant de la situation politique chaotique, l'Espagne a envoyé une garnison pour prendre le contrôle de la ville |
| Capitaine du peuple               | 1552-1555 | Pour protéger la ville, le peuple a donné le pouvoir à un seul dirigeant, le Capitano del Popolo, (capitaine du peuple). |
| République de Sienne à Montalcino | 1555-1559 | Après la conquête de Sienne, les familles nobles se sont installées à Montalcino. |